# Peter Tiara
Peter Tiara, ook Petreius Tiara of Pieter Tjeerts (Workum, 15 juli 1514 – Franeker, 8 februari 1586) was een Nederlandse filoloog, arts en eerste rector van de Universiteit Leiden.

## Leven en werk
Tiara stamde uit een Fries geslacht. Hij ging naar school in Workum en Haarlem. Vervolgens studeerde hij medicijnen aan de toen enige universiteit in de Habsburgse Nederlanden, nl. de Katholieke Universiteit Leuven. Na zijn studie maakte Tiara als velen in die tijd een zogeheten grand tour, waarbij hij Duitsland, Frankrijk en Italië bereisde. Naar verluidt zou hij ook in Italië een medicijnenbul bemachtigd hebben. Terug in Nederland werkt Tiara als arts in Franeker en docent Grieks in Leuven. In 1555 werd hij stadsarts in Delft en trouwde met Aef Barents, met wie hij drie kinderen kreeg. In 1559 werd Tiara docent klassieke talen aan de universiteit in Rijsel.
Mede op verzoek van zijn Friese vrouw vertrok Tiara in 1565 weer naar Franeker, waar hij als stadsarts werkte en ook tot burgemeester werd gekozen. Bij de oprichting van de Universiteit Leiden werd hij op 17 juli 1575 in Leiden benoemd tot hoogleraar Grieks. Gedurende dat eerste jaar van de Leidse universiteit was Tiara rector, wat hij ook in het derde en vierde jaar was. Bij de oprichting van de Universiteit van Franeker verhuisde hij weer terug naar Friesland, waar hij een jaar later stierf. Tiara is vooral bekend als vertaler van Griekse auteurs in het Latijn.

## Publicaties (selectie)
- Platonis Sophistes. Leuven, 1533
- Euripidis Medea. Utrecht 1543
- Pythagorae, Theognidis et Phocylidis Gnomae; cum vers. editore Joh. Arcerio. Franeker, 1589
- Poemata de nobilitate et disciplia militari vetera Frisiorum. Franeker, 1597

## Over Tiara (selectie)
- Abraham Jacob van der Aa: Biographisch Woordenboek der Nederlanden. Haarlem, J. J. van Brederode, 1874, dl. 18, pag. 121 (Online)
- Melchior Adam: Vitae Germanorum philosophorum, qui seculo superiori, et quod excurrit, philosophicis ac humanioribus literis clari floruerunt. Frankfurt/Main, 1615 (Online)
- W.B.S. Boeles: Frieslands hoogeschool en het Rijks Athenaeum te Franeker. A. Meijer, Leeuwarden, 1889, deel 2, pag. 44- & pag. 839